# Vữa

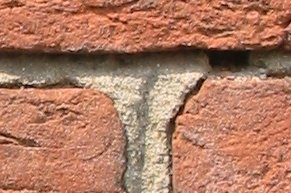
Vữa liên kết với gạch nhằm tạo nên tường gạch.

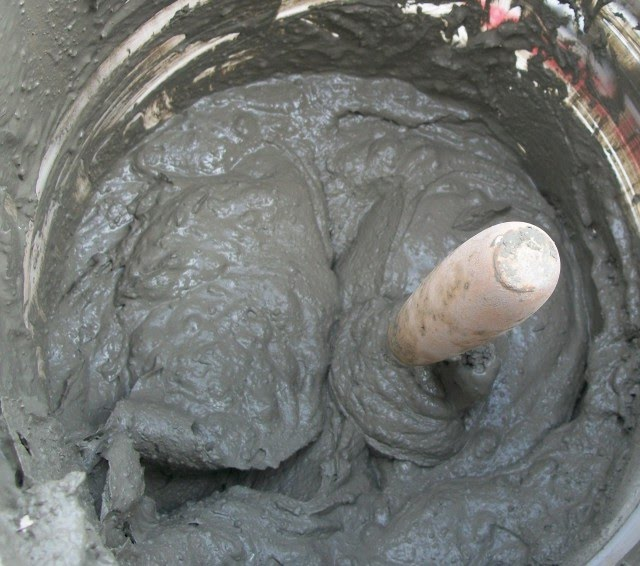
Hỗn hợp vữa xi măng Portland và cát đã được trộn và chuẩn bị sử dụng.

Vữa là hỗn hợp được chọn một cách hợp lý (nhân tạo), trộn đều của chất kết dính vô cơ, cốt liệu nhỏ với nước theo những tỷ lệ thích hợp, sau khi cứng rắn có khả năng chịu lực hoặc liên kết giữa các cấu kiện xây dựng. Trong trường hợp cần thiết, hỗn hợp vữa có thêm các chất phụ gia vô cơ hoặc hữu cơ nhằm thu được những tính năng đặc biệt cho vữa.
Vữa thường được phân loại theo chất kết dính, theo khối lượng thể tích và theo công dụng của vữa:
- Theo chất kết dính: vữa xi măng, vữa vôi, vữa thạch cao, vữa hỗn hợp (như xi măng - vôi, xi măng - cát - phụ gia...)
- Theo khối lượng thể tích: gồm vữa nặng khối lượng riêng ρV > 1500 kg/m³; vữa nhẹ ρV < 1500 kg/m³
- Theo công dụng: gồm vữa xây, vữa trát, vữa lát, ốp, vữa dùng để trang trí hoặc những loại đặc biệt như vữa chống thấm, vữa chịu nhiệt độ cao, vữa chịu độ mặn...

## Lịch sử
Hỗn hợp vữa xuất hiện đầu tiên được làm từ bùn và đất sét. Do người Babylon không có nhiều đá và đất sét cho nên các công trình của họ làm từ gạch nung, sử dụng vôi hoặc hắc ín làm vữa để gắn kết. Theo nhà khảo cổ Roman Ghirshman, dấu tích đầu tiên mà loài người sử dụng vữa là tại công trình ziggurat ở khu khảo cổ Sialk thuộc Iran, làm từ gạch bùn phơi khô xây vào khoảng thời gian 2900 TCN. Đền Chogha Zanbil ở Iran xây khoảng năm 1250 TCN bằng gạch nung với vữa kết dính làm bằng bitum.
Các kim tự tháp Ai Cập thời đầu xây dựng trong giai đoạn 2600–2500 TCN, với các phiến đá lớn liên kết với nhau bằng vữa bùn và đất sét hoặc giữa đất sét và cát. Các kim tự tháp Ai Cập về sau sử dụng vôi hoặc thạch cao làm vữa. Vữa thạch cao về cơ bản là hỗn hợp của bột thạch cao và cát, đây là loại vữa khá mịn.
Ở tiểu lục địa Ấn Độ, các nhà khảo cổ đã phát hiện thấy nhiều loại vữa xi măng đã được sử dụng tại các khu di tích thuộc Văn minh lưu vực sông Ấn, như Mohenjo-daro có niên đại hơn 2600 TCN. Xi măng thạch cao "là vật liệu xám nhẹ chứa cát, đất sét, lẫn calci cacbonat, cùng nhiều vôi" được dùng để xây thành giếng, rãnh thoát nước cũng như mặt tiền của các "công trình quan trọng." Một số địa điểm như Khu nhà tắm lớn tại Mohenjo-daro, người cổ đại ít sử dụng vữa bitumen hơn.
Về mặt lịch sử, công trình bằng bê tông và vữa xuất hiện sớm nhất ở Hy Lạp. Khi khai quật các ống dẫn nước ngầm ở Megara cho thấy đã có những vị trí được trát bằng vữa pozzolan dày 12 mm. Những đường ống này có niên đại trong khoảng 500 TCN. Vữa Pozzolan là loại vữa vôi, nhưng có trộn thêm tro núi lửa cho phép hỗn hợp này cứng hơn khi tiếp xúc với nước ngầm; loại này ngày nay còn gọi là xi măng thủy lực (xi măng chịu nước). Người Hy Lạp cổ đại lấy tro núi lửa từ các đảo Thira và Nisiros, hoặc từ những vùng thuộc địa của Hy Lạp thời đó như Dicaearchia (Pozzuoli) gần Naples, Ý. Người La Mã sau đó cải tiến phương pháp và cách sử dụng loại vữa mà các nhà khảo cổ gọi là vữa pozzolan kết hợp xi măng. Thậm chí về sau, người La Mã dùng loại vữa không có pozzolan mà thay vào đó là gốm nung (terra cotta) nghiền nhỏ, đưa vào hỗn hợp vữa thêm phụ gia nhôm oxide và silic dioxide. Loại vữa này không cứng bằng vữa pozzolan, nhưng do có khối lượng riêng lớn hơn và ít lỗ rỗng hơn, nó cho phép chống thấm nước tốt hơn.
Vữa chịu nước không xuất hiện ở Trung Hoa cổ đại, có lẽ do ở đây không có tro núi lửa. Vào khoảng năm 500, cháo gạo nếp được trộn với vôi tôi để tạo ra hỗn hợp vữa vô cơ và hữu cơ làm tăng cường độ và khả năng chống thấm đối với nước.
Người ta vẫn chưa hiểu làm thế nào mà nghệ thuật trộn vữa và xi măng thủy lực, từng được người Hy Lạp và La Mã ưa thích và sử dụng rộng rãi, lại biến mất trong vòng hai thiên niên kỷ. Trong thời Trung Cổ khi các nhà thờ kiến trúc Gothic được xây dựng, chỉ có một loại vữa duy nhất được sử dụng đó là vôi. Do vữa vôi bị giảm chất lượng khi tiếp xúc với nước, nhiều công trình đã bị xuống cấp bởi gió và mưa trong hàng thế kỷ.